# Fadi al-Kasim
Fadi al-Kasim (arabiska: فادي القاسم) är en syrisk politiker som innehar ämbete som förvaltningsutvecklings-, social- och arbetsminister i den syriska övergångsregeringen under premiärminister Mohammed al-Bashir sedan 10 december 2024.